# Lista siturilor arheologice din județul Constanța - 0–9
Lista siturilor arheologice din județul Constanța - 2 conține toate siturile arheologice din județul Constanța înscrise în Repertoriul Arheologic Național (RAN) și aflate în localități al căror nume începe cu litera 2. RAN este administrat de Ministerul Culturii și Patrimoniului Național și cuprinde date științifice, cartografice, topografice, imagini și planuri, precum și orice alte informații privitoare la zonele cu potențial arheologic, studiate sau nu, încă existente sau dispărute.
Puteți căuta un sit din localitățile care încep cu litera 2 folosind formularul de mai jos sau puteți naviga prin toate siturile din județ la Lista siturilor arheologice din județul Constanța.
| Cod RAN                                  | Denumire | Localitate                      | Adresă    | Datare                           | Descoperit | Coordonate                                    | Imagine           | Erori            |
| ---------------------------------------- | --- | ------------------------------- | --------- | -------------------------------- | ---------- | --------------------------------------------- | ----------------- | ---------------- |
| 60605.01.01 (Cod LMI: CT-I-s-B-02564)    | Așezarea romană de la 23 August / ansamblu anonim (Categorie: locuire civilă) (Tip: Așezare)                    | sat 23 August, comuna 23 August |           | sec. II - IV                     |            |                                               | Încărcați imagine | Raportați eroare |
| 60605.02.01 (Cod LMI: CT-I-m-B-02565.02) | Situl arheologic de la 23 August - Tatlageac / ansamblu anonim (Categorie: locuire civilă) (Tip: Așezare)       | sat 23 August, comuna 23 August | Tatlageac |                                  |            |                                               | Încărcați imagine | Raportați eroare |
| 60605.02.02 (Cod LMI: CT-I-m-B-02565.01) | Situl arheologic de la 23 August - Tatlageac / ansamblu anonim (Categorie: locuire civilă) (Tip: Așezare)       | sat 23 August, comuna 23 August | Tatlageac | Dridu sec. VIII - X              |            |                                               | Încărcați imagine | Raportați eroare |
| 60605.03.01 (Cod LMI: CT-I-s-B-02566)    | Așezarea greco-romană de la 23 August / ansamblu anonim (Categorie: locuire civilă) (Tip: Așezare)              | sat 23 August, comuna 23 August |           | sec. III a.Chr. - sec. VI p.Chr. |            | 43°54′12″N 28°34′47″E / 43.90333°N 28.57972°E | Încărcați imagine | Raportați eroare |
| 60669.01.01 (Cod LMI: CT-I-s-B-02562)    | Așezarea greco-romană de la 2 Mai / ansamblu anonim (Categorie: locuire civilă) (Tip: Locuire)                  | sat 2 Mai, comuna Limanu        |           | sec. IV a.Chr. - sec. III a.Chr. |            |                                               | Încărcați imagine | Raportați eroare |
| 60669.01.02 (Cod LMI: CT-I-s-B-02562)    | Așezarea greco-romană de la 2 Mai / ansamblu anonim (Categorie: locuire civilă) (Tip: așezare)                  | sat 2 Mai, comuna Limanu        |           | romană                           |            |                                               | Încărcați imagine | Raportați eroare |
| 60669.02.01 (Cod LMI: CT-I-s-A-02563)    | Tumulii Latene de la 2 Mai / ansamblu Tumuli antici (Categorie: descoperire funerară) (Tip: Grup de tumuli)     | sat 2 Mai, comuna Limanu        |           | sec. IV - III a. Chr.            |            | 43°47′03″N 28°33′53″E / 43.78417°N 28.56472°E | Încărcați imagine | Raportați eroare |
| 60669.03.01                              | Așezarea romano-bizantină de la 2 Mai / ansamblu anonim (Categorie: locuire civilă) (Tip: Așezare)              | sat 2 Mai, comuna Limanu        |           | sec. IV - VI                     |            | 43°47′38″N 28°34′17″E / 43.79389°N 28.57139°E | Încărcați imagine | Raportați eroare |
| 60605.04.01                              | Așezarea romană de la 23 August - malul lacului Tatlăgeac / ansamblu anonim (Categorie: locuire) (Tip: Așezare) | sat 23 August, comuna 23 August |           | romană                           |            | 43°53′58″N 28°34′55″E / 43.89944°N 28.58194°E | Încărcați imagine | Raportați eroare |
| 60605.05.01                              | Situl arheologic de la 23 August / ansamblu anonim (Categorie: locuire) (Tip: Așezare)                          | sat 23 August, comuna 23 August |           | romană                           |            | 43°54′02″N 28°34′30″E / 43.90055°N 28.575°E   | Încărcați imagine | Raportați eroare |
| 60605.05.02                              | Situl arheologic de la 23 August / ansamblu anonim (Categorie: locuire) (Tip: Așezare)                          | sat 23 August, comuna 23 August |           | Dridu sec. IX-XI                 |            | 43°54′02″N 28°34′30″E / 43.90055°N 28.575°E   | Încărcați imagine | Raportați eroare |
| 60605.06.01                              | Așezarea greco-romană de la 23 August / ansamblu anonim (Categorie: locuire) (Tip: Așezare)                     | sat 23 August, comuna 23 August |           |                                  |            | 43°53′47″N 28°35′31″E / 43.89639°N 28.59194°E | Încărcați imagine | Raportați eroare |
| 60605.07.01                              | Așezarea elenistică de la 23 August / ansamblu anonim (Categorie: locuire) (Tip: Așezare)                       | sat 23 August, comuna 23 August |           | elenistică                       |            | 43°53′43″N 28°36′45″E / 43.89528°N 28.6125°E  | Încărcați imagine | Raportați eroare |